# Giemlice
Giemlice (niem. Gemlitz) – wieś w Polsce położona w województwie pomorskim, w powiecie gdańskim, od 2 lipca 1976 w gminie Cedry Wielkie na obszarze Żuław Gdańskich.
W latach 1945–1954 Giemlice należały do województwa gdańskiego a w latach 1975–1998 do małego województwa gdańskiego. W latach 1945–1954 i 1973–1976 należały do gminy Suchy Dąb. W latach 1954–1972 należały do gromady Cedry Wielkie.
Miejscowość jest siedzibą parafii rzymskokatolickiej św. Jana Chrzciciela, należącej do dekanatu Żuławy Steblewskie w archidiecezji gdańskiej.
Wieś i parafia zostały wzmiankowane po raz pierwszy w XIII wieku. Istniejący tu kościół od czasów reformacji (1592) do XIX wieku był w posiadaniu jezuitów i był jedynym kościołem katolickim na Żuławach Gdańskich. Miejscowość posiadała prawo do organizowania jarmarków, funkcjonując przez krótki okres na prawach małego miasta.

## Zabytki
Według rejestru zabytków NID na listę zabytków wpisane są:
- kościół parafialny pw. św. Jana Chrzciciela, 1840-41, nr rej.: 1080 z 28.12.1989; w l. 2017-2018 wzmocniono fundamenty świątyni, wymieniono pokrycie dachowe oraz wykonano nowe ogrodzenie[10].
- cmentarz grzebalny, nr rej.: j.w.

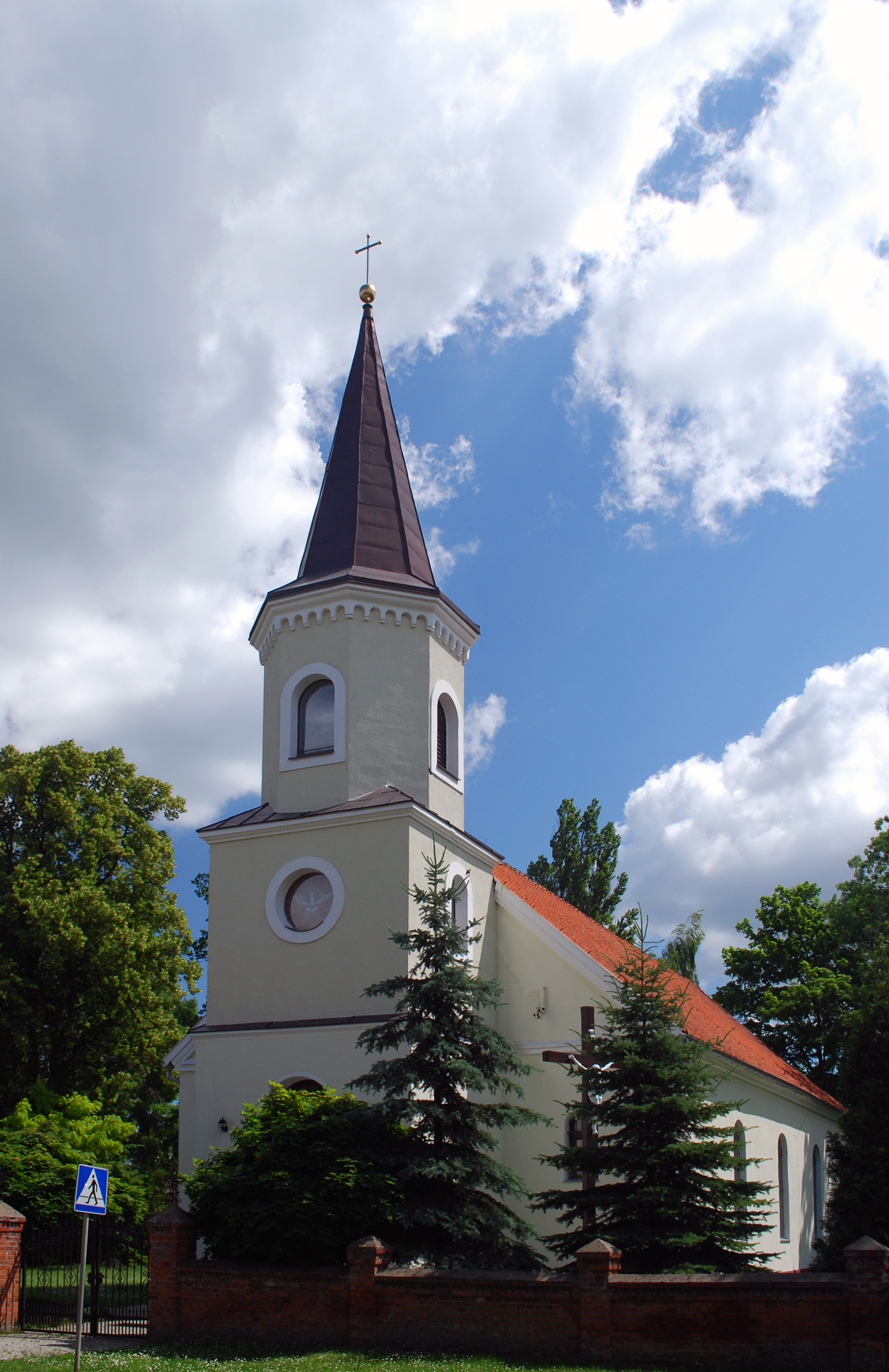
Kościół pw. św. Jana Chrzciciela
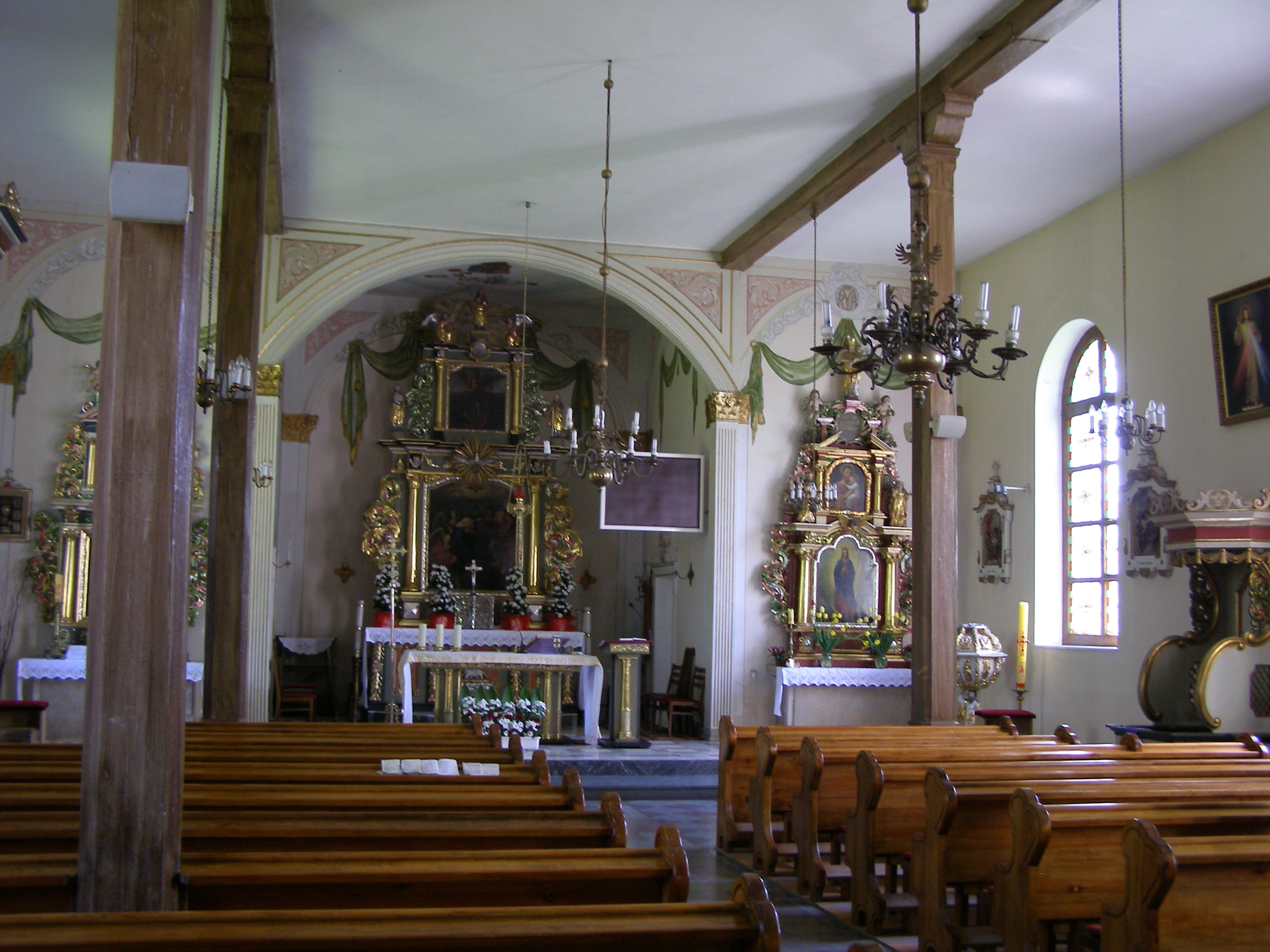
Wnętrze kościoła
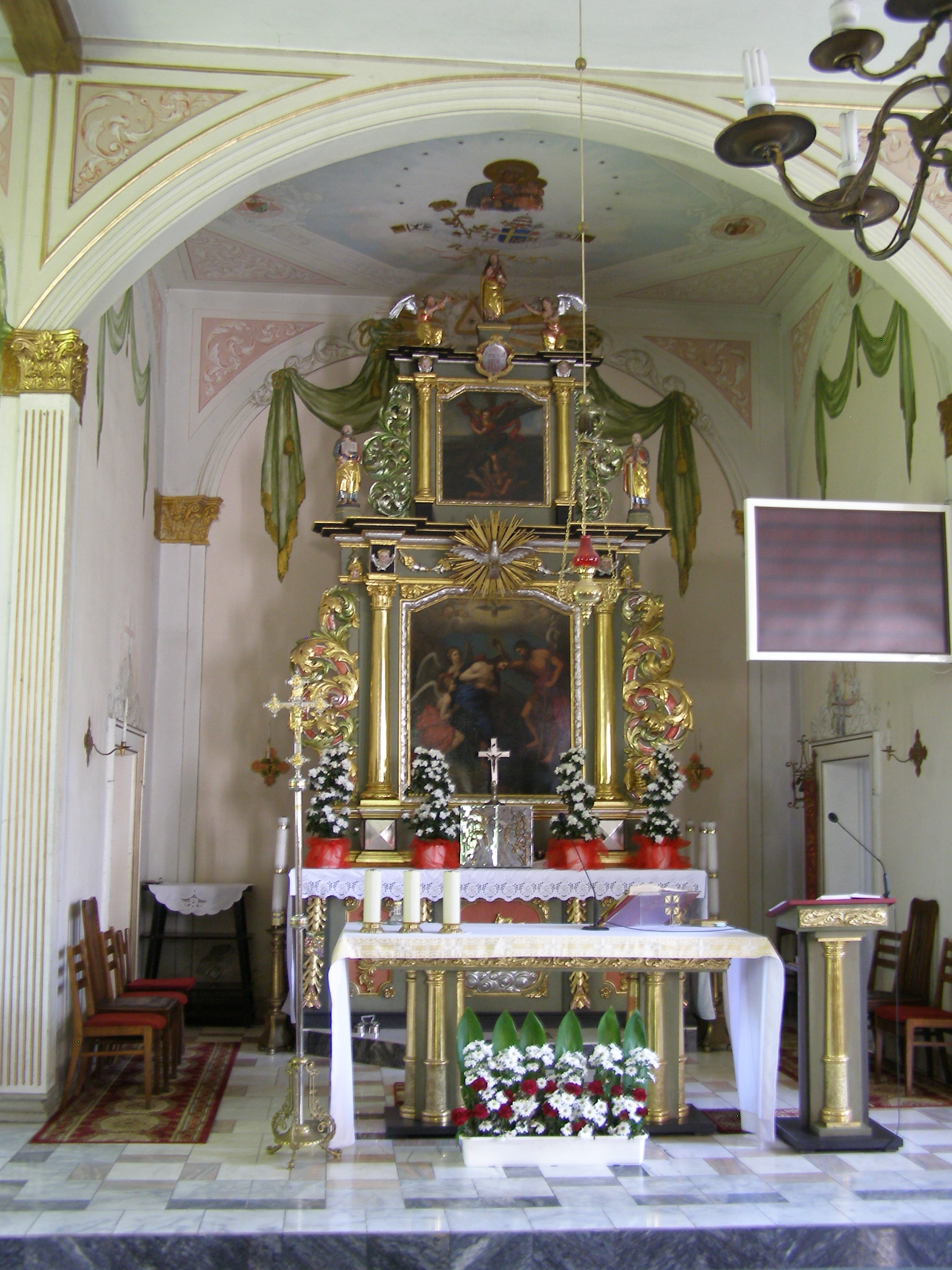
Ołtarz
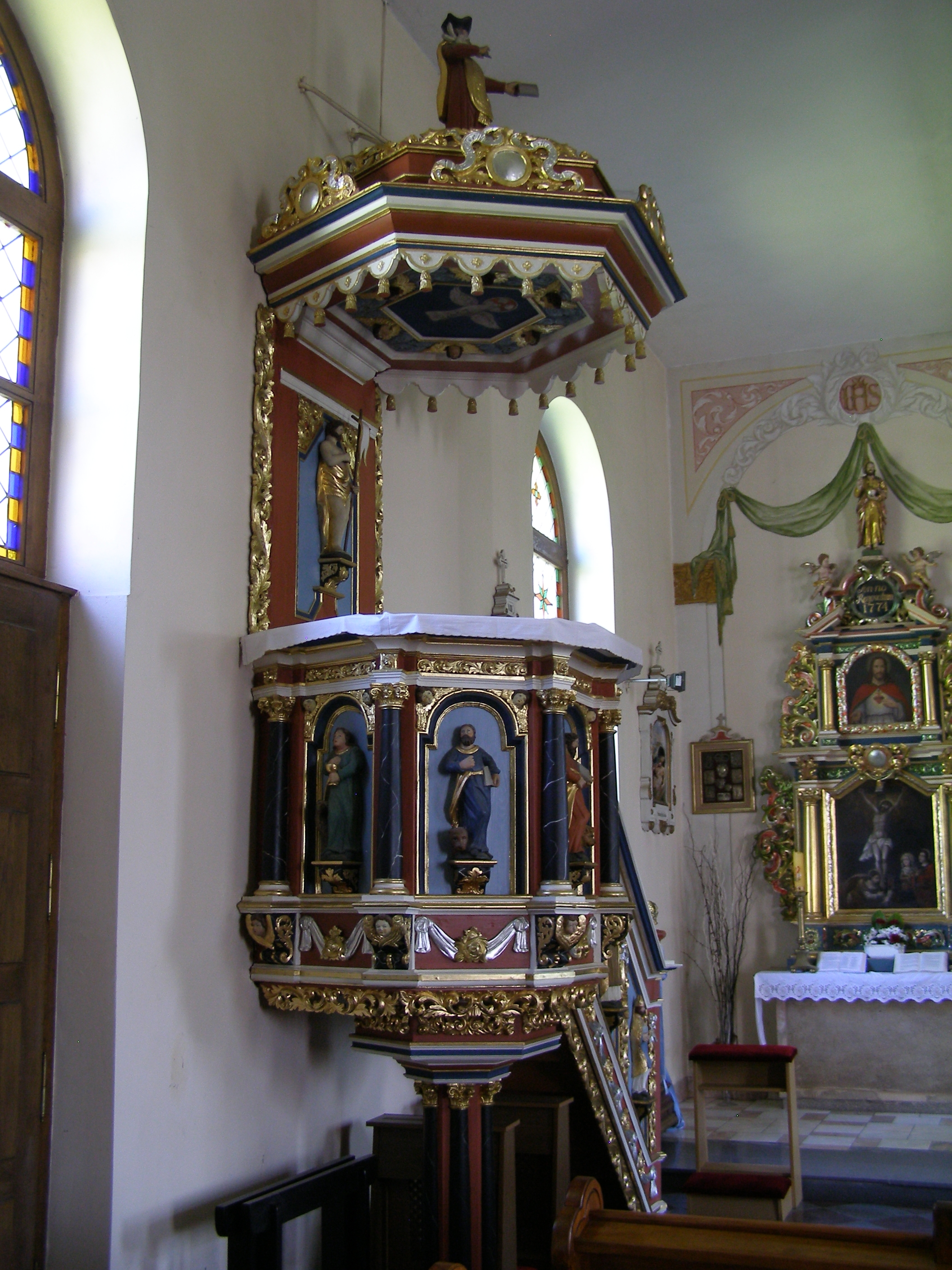
Ambona
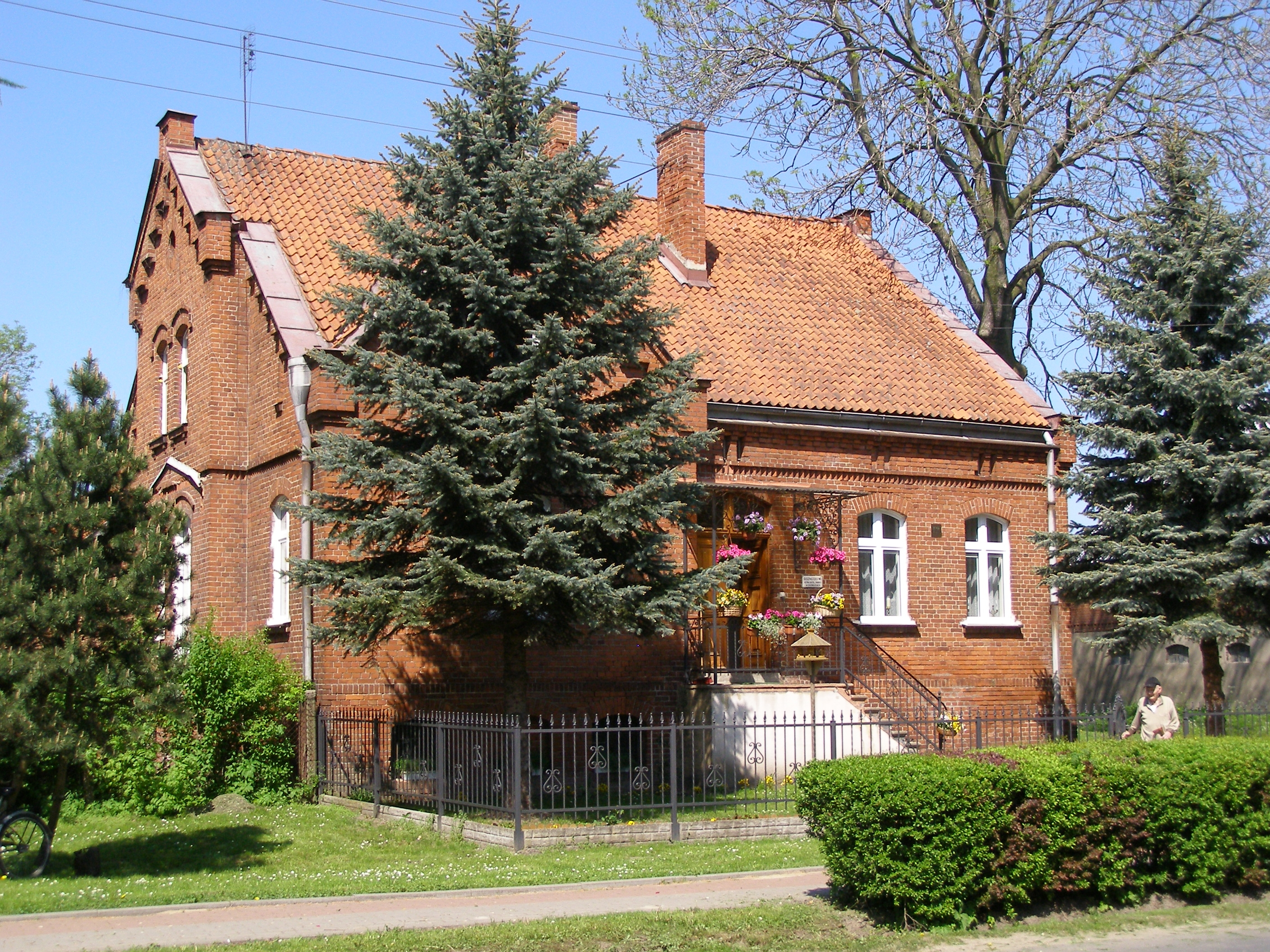
Plebania